# NGC 1128-2
NGC 1128-2 (другие обозначения — MCG 1-8-27, A 0255+05, ZWG 415.41, 3ZW 52, DRCG 9-42, 3C 75, KCPG 84B, PGC 11188) — эллиптическая галактика (E) в созвездии Кит.
Этот объект не входит в число перечисленных в оригинальной редакции «Нового общего каталога» и был добавлен позднее.